# Оігава-Мару
Оігава-Мару (Oigawa Maru) — транспортне судно, яке під час Другої світової війни брало участь у операціях японських збройних сил на Тихому океані.
Судно спорудили в 1941 році на верфі Kawaminami Kogyo в Когасімі для компанії Toyo Kaiun. У вересні того ж року його реквізували для потреб Імперської армії Японії.
Ще до висадки основних сил у затоці Лінгайєн японці організували кілька малих десантів на острови в Лусонській протоці та північне завершення острова Лусон. Зокрема, 7 грудня «Оігава-Мару» та ще 5 суден вийшли з Мако (важлива база японського ВМФ на Пескадорських островах у південній частині Тайванської протоки), маючи на борту 2-й Формозький піхотний полк та ряд інших підрозділів. 10 грудня цей загін здійснив висадку у Вігані й тієї ж доби унаслідок атаки ворожої авіації «Оігава-Мару» зазнало сильних пошкоджень та, щоб не затонути, викинулось на берег. Згодом судно поставили на плав та не пізніше початку літа 1942-го відремонтували.
6 червня 1942-го «Оігава-Мару» разом зі ще 5 суднами полишили затоку на острові Кюсю та попрямували до Палау (важлива японська база на заході Каролінських островів), куди прибули 13 червня. Звідси вони мали рушити в архіпелаг Бісмарка до Рабаулу (головна передова база японців у цьому секторі фронту), базуючись на який планувалось здійснити вторгнення на Нову Каледонію. Втім, катастрофічна поразка в битві при Мідвеї призвела до скасування цієї операції.
На початку серпня 1942-го союзники почали операцію захоплення Гуадалканалу (Соломонові острови), що змусило японське командування перекидати сюди підкріплення. На початку листопада «Оігава-Мару» залучили до наймасштабнішої операції з доставки підкріплень на Гуадалканал і 6—8 листопада судно разом зі ще 8 транспортами пройшло з Рабаулу до якірної стоянки Шортленд — прикритої групою невеликих островів Шортленд акваторії біля південного завершення острова Бугенвіль, де зазвичай відстоювались легкі бойові кораблі та перевалювались вантажі для відправлення їх далі на схід Соломонових островів. Втім, «Оігава-Мару» не взяло участі в подальшому виході 13 листопада до самого Гуадалканалу, під час якого були втрачені всі 11 залучених транспортів.
Наприкінці 1942-го японське командування вирішило доправити сюди 6-ту піхотну дивізію Імперської армії Японії, для чого в окупованому китайському Шанхаї сформували конвой № 35, складений з чотирьох частин. «Оігава-Мару» увійшло до групи В, яка 21 грудня 1942-го вийшла з Шанхаю, 5 січня 1943 року прибула на військово-морську базу Мако (Пескадорські острови в південній частині Тайванської протоки), після чого пройшла на схід Каролінських островів до атола Трук (ще до війни тут була створена потужна база ВМФ, з якої до лютого 1944 року провадились операції в низці архіпелагів). 17 січня 1943-го група B рушила в південно-східному напрямку, маючи на меті пройти через Бугенвільську протоку (розділяє острови Бугенвіль та Шуазель на заході Соломонових островів) та укритись на Шортленді. 21 січня на північному підході до Бугенвільської протоки підводний човен потопив одне з суден групи, проте іншим (і серед них «Оігава-Мару») 22 січня вдалось прибути на Шортленд.
Наприкінці лютого 1943-го «Оігава-Мару» перебувало в Рабаулі. Тут його вирішили залучити до великої операції з доставки підкріплень японським гарнізонам Лае та Саламауа (в затоці Хуон на східному узбережжі Нової Гвінеї). У ніч проти 1 березня конвой вийшов з Рабаула. Союзники організували протидію конвою (події, що стали відомі як битва в морі Бісмарка) та в підсумку потопили всі транспорти. 3 березня «Оігава-Мару» зазнало пошкоджень від авіації і втратило хід. Незадовго до завершення доби два американські торпедні катери PT-143 та PT-150, які зіткнулись з плаваючими уламками та були вимушені відділитись від загону та повертатись, виявили судно за сполохами вогню — на «Оігава-Мару» тривала велика пожежа в передньому трюмі та менша пожежа в кормовій частині. Катери послідовно уразили «Огіва-Мару» двома торпедами та остаточно добили його. Разом з судном втрачено 78 членів екіпажу та 1151 пасажира серед військовослужбовців, що перебували на борту.